# Ан-Наиф, Абд ар-Раззак
Абд ар-Раззак ан-Наиф (араб. عبد الرزاق النايف‎‎, 1933 — 9 июля 1978) — иракский политический и государственный деятель, премьер-министр Ирака с 17 июля по 30 июля 1968 года от партии Арабский социалистический союз. Был военным.
Застрелен 9 июля 1978 года в Лондоне. По одной из версий, заказчиком убийства был Саддам Хуссейн.
1. ↑  https://books.google.com/books/about/%D9%85%D8%B0%D9%83%D8%B1%D8%A7%D8%AA_%D8%B4%D8%A7%D9%87%D8%AF_%D8%B9%D9%84%D9%89_%D8%AB%D9%84%D8%A7%D8%AB_%D8%B9.html?id=cwjhDwAAQBAJ